# Kara-Tepe

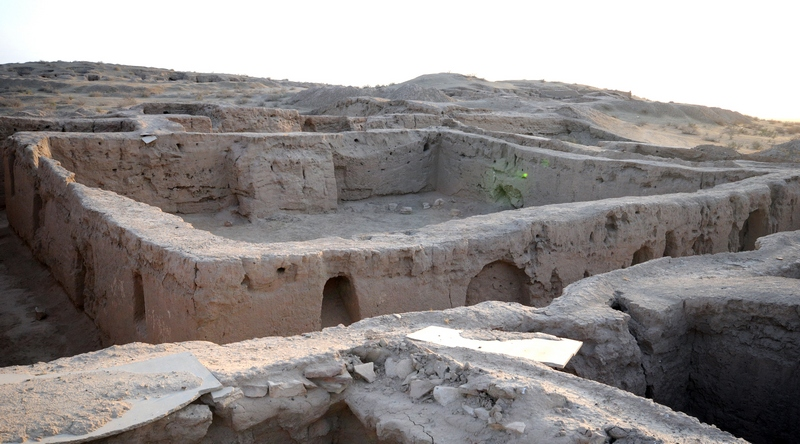
Kara-Tepe

Kara-Tepe (wörtlich „Schwarzer Hügel“) ist ein Hügel in Usbekistan in der Umgebung von Termiz, auf dem sich ein buddhistischer Klosterkomplex aus der Zeit des Kuschana-Reiches befand. Die Ruinen des Komplexes gelten als eines der wichtigsten Denkmäler des zentralasiatischen Buddhismus. Während des Betriebs des Klosters waren Mahasanghika-Mönche in seiner Gemeinschaft präsent.

## Geschichte
Das Kloster begann im 1. Jahrhundert n. Chr. im Zuge des buddhistischen Aufschwungs, der mit der Unterstützung der Kushan-Könige für den Buddhismus verbunden war, besiedelt zu werden. Der Baubeginn wird durch eine Münze des Großen Sotera datiert, die unter dem Bodenbelag einer der Zellen gefunden wurde. Die Blütezeit des Klosters fällt auf das 2. bis 3. Jahrhundert, als der gesamte Gebäudekomplex entstand, die Klostermauern mit farbenfrohen Wandmalereien bedeckt waren und die Innenräume mit zahlreichen Statuen geschmückt waren.
Im 4. Jahrhundert, nach dem Sieg der Sassaniden über die Kushanen, verlor der Buddhismus in der Region an Popularität, und das Kloster begann allmählich zu verfallen. Sassanidische Soldaten tauchten auf dem Gelände auf, wie aus Graffiti in Mittelpersisch hervorgeht, obwohl keine Hinweise auf vorsätzliche Zerstörung gefunden wurden.
Schwache Versuche, das Kloster im 4. bis 5. Jahrhundert zu renovieren, wurden unternommen – Statuen wurden repariert, neue Wandmalereien entstanden (einfarbige und qualitativ minderwertigere als zuvor), Pilger aus Indien besuchten das Kloster. Nach dem 5. Jahrhundert verfiel das Kloster endgültig, und seine Ruinen wurden als Begräbnisstätte genutzt.
Offenbar existierte im 8. Jahrhundert in der verlassenen Vihara ein christliches Kloster.

## Grundrissgestaltung
Die Anlage befindet sich auf drei Gipfeln eines sanften Lehmhügels und besteht aus einer Vielzahl von Viharas, von denen jeder für 3–5 Mönche bestimmt war. Jeder Vihara war eine quadratische Plattform, in deren Mitte sich eine Stupa befinden konnte. Das Ganze war von einer Mauer umgeben und von Wirtschaftsgebäuden umgeben. An einem Ende der Plattform stieß sie an den abgeschrägten Hang des Hügels, in dem Tunnel angelegt waren.
Die Höhlenbereiche der Viharas gibt es in zwei Arten: einfache Höhlen, die in den Hügel hineinführen, oder Korridore, die einen geschlossenen quadratischen Grundriss bilden, in dessen Mitte sich eine kleine Cella befindet. Auf der äußeren Plattform befand sich eine Treppe, die zum Gipfel des Hügels führte, wo sich die Gebäude des zweiten Stockwerks des Tempels befanden.
Gemäß den Inschriften auf Ostraka trugen einige der einzelnen Klöster ihre eigenen Namen, wie zum Beispiel „die Vihara des Herrschers“ oder „die Vihara des Sohnes von Gondophares“.